# Myonanthus ambiguus
Myonanthus ambiguus is een zeeanemonensoort uit de familie Actiniidae.
Myonanthus ambiguus is voor het eerst wetenschappelijk beschreven door McMurrich in 1893.